# George Percy

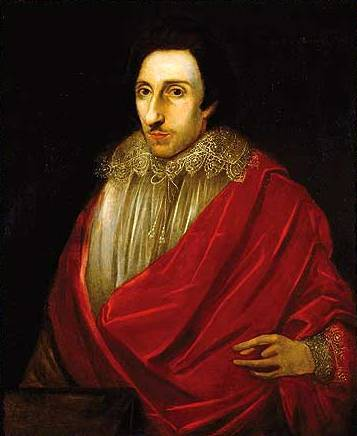
George Percy

George Percy (4 september 1580 - 1632) was een Engelse ontdekkingsreiziger, schrijver en vroege koloniale gouverneur van Virginia. Percy maakte deel uit van de eerste groep van 105 Engelse kolonisten die zich vestigden in de door hen opgerichte Jamestown Colony.  
Hij vertrok in Engeland in december 1606 en begon een dagboek bij te houden waarin hij verslag uitbracht van zijn reis. Zo vertelde hij over de moeilijkheden waarmee de kolonisten te kampen kregen vanaf hun aankomst in Virginia in april 1607. Veel van die verhalen draaiden rond problemen met ziektes, de wildernis en de contacten met de Powhatan-indianen.